# Perilitus amaraphagus
Perilitus amaraphagus är en stekelart som först beskrevs av Loan 1979.  Perilitus amaraphagus ingår i släktet Perilitus och familjen bracksteklar. Inga underarter finns listade i Catalogue of Life.